# Geel
Geel er en by i Flandern i det vestlige Belgien. Byen ligger i provinsen Antwerpen. Indbyggertallet er pr. 2006 på ca. 35.000 mennesker.